# Liste der Biografien/Pii
Liste der Biografien |
Portal Biografien |
Personensuche
# |
A |
B |
C |
D |
E |
F |
G |
H |
I |
J |
K |
L |
M |
N |
O |
P |
Q |
R |
S |
T |
U |
V |
W |
X |
Y |
Z |
?
 
Pa |
Pc |
Pe |
Pf |
Ph |
Pi |
Pj |
Pk |
Pl |
Pm |
Pn |
Po |
Pr |
Ps |
Pt |
Pu |
Pv |
Pw |
Py
 
Pia |
Pib |
Pic |
Pid |
Pie |
Pif |
Pig |
Pih |
Pii |
Pij |
Pik |
Pil |
Pim |
Pin |
Pio |
Pip |
Piq |
Pir |
Pis |
Pit |
Piu |
Piv |
Piw |
Pix |
Piy |
Piz
Die Liste der Biografien führt alle Personen auf, die in der deutschsprachigen Wikipedia einen Artikel haben. Dieses ist eine Teilliste mit 18 Einträgen von Personen, deren Namen mit den Buchstaben „Pii“ beginnt.

## Pii

### Piik
- Piik, Paavo (* 1983), estnischer Squashspieler und Dramatiker
- Piik, Paul (* 1986), estnischer Squashspieler

### Piil
- Piil, Jakob (* 1973), dänischer Radrennfahrer

### Piip
- Piip, Ants (1884–1942), estnischer Diplomat und Politiker
- Piip, Boris Iwanowitsch (1906–1966), russischer Geologe und Vulkanologe
- Piippo, Eveliina (* 1998), finnische Skilangläuferin
- Piipponen, Tapio (* 1957), finnischer Biathlet

### Piir
- Piira, Tikove (* 2000), Leichtathlet von den Cookinseln
- Piirainen, Elisabeth (1943–2017), deutsche Sprachwissenschaftlerin
- Piirainen, Ilpo Tapani (1941–2012), finnischer Germanist und Hochschullehrer
- Piirajnen, Alena (* 1969), belarussische Skilangläuferin
- Piirimäe, Kätlin (* 1995), estnische Kugelstoßerin, Hammerwerferin und Diskuswerferin
- Piiroinen, Peetu (* 1988), finnischer Snowboarder
- Piiroinen, Petja (* 1991), finnischer Snowboarder
- Piiroja, Raio (* 1979), estnischer Fußballspieler
- Piironen, Jukka (1925–1976), finnischer Leichtathlet

### Piis
- Piisang, Viktor (1918–1944), estnischer Fußballspieler
- Piiskar, Jaan (1883–1941), estnischer Politiker, Mitglied des Riigikogu und Pädagoge